# کوریتا کنت
کوریتا کنت (انگلیسی: Corita Kent؛ با نام اصلی فرنسیس الیزابت کنت شناخته شده با نام خواهر مری کوریتا کنت ۲۰ نوامبر ۱۹۱۸ – ۱۸ سپتامبر ۱۹۸۶) خواهر روحانی کلیسای کاتولیک رومی، هنرمند و آموزگار اهل ایالات متحده آمریکا بود.